# Осинниковский район
Осинниковский район — административно-территориальная единица в составе Кемеровской области РСФСР, существовавшая в 1961—1963 и 1987—1989 годах. Центр — город Осинники.
Осинниковский район образован в составе Кемеровской области 23 марта 1961 года путём объединения Кузедеевского района и города областного подчинения Осинники.
1 февраля 1963 года Осинниковский район был упразднён. При этом Бенжерепский, Кузедеевский, Лысинский, Николаевский, Орловский и Сары-Чумышский с/с были переданы в Новокузнецкий район, а Сарбалинский с/с — в административное подчинение городу Калтан.
13 февраля 1987 года Осинниковский район был восстановлен. В его состав были переданы:
- город Осинники с частью подчинённой ему территории;
- из Новокузнецкого района: рабочие посёлки Кузедеево, Малиновка и Тайжина; сельсоветы Бенжерепский, Кузедеевский, Лысинский, Николаевский, Орловский, Сары-Чумышский, Сосновский и Суворовский;
- из Таштагольского района: Каларский и Кондомский с/с;
- из территории, административно подчинённой городу Калтан: Сарбалинский с/с.

В том же году были упразднены Кузедеевский и Суворовский с/с, образован Куртуковский с/с. Сосновский с/с был передан в Новокузнецкий район, а Каларский и Кондомский с/с — в Таштагольский район.
31 октября 1989 года Осинниковский район был упразднён, а его территория передана в Новокузнецкий район.